# 仁慈聖母座堂 (拉塞雷納)

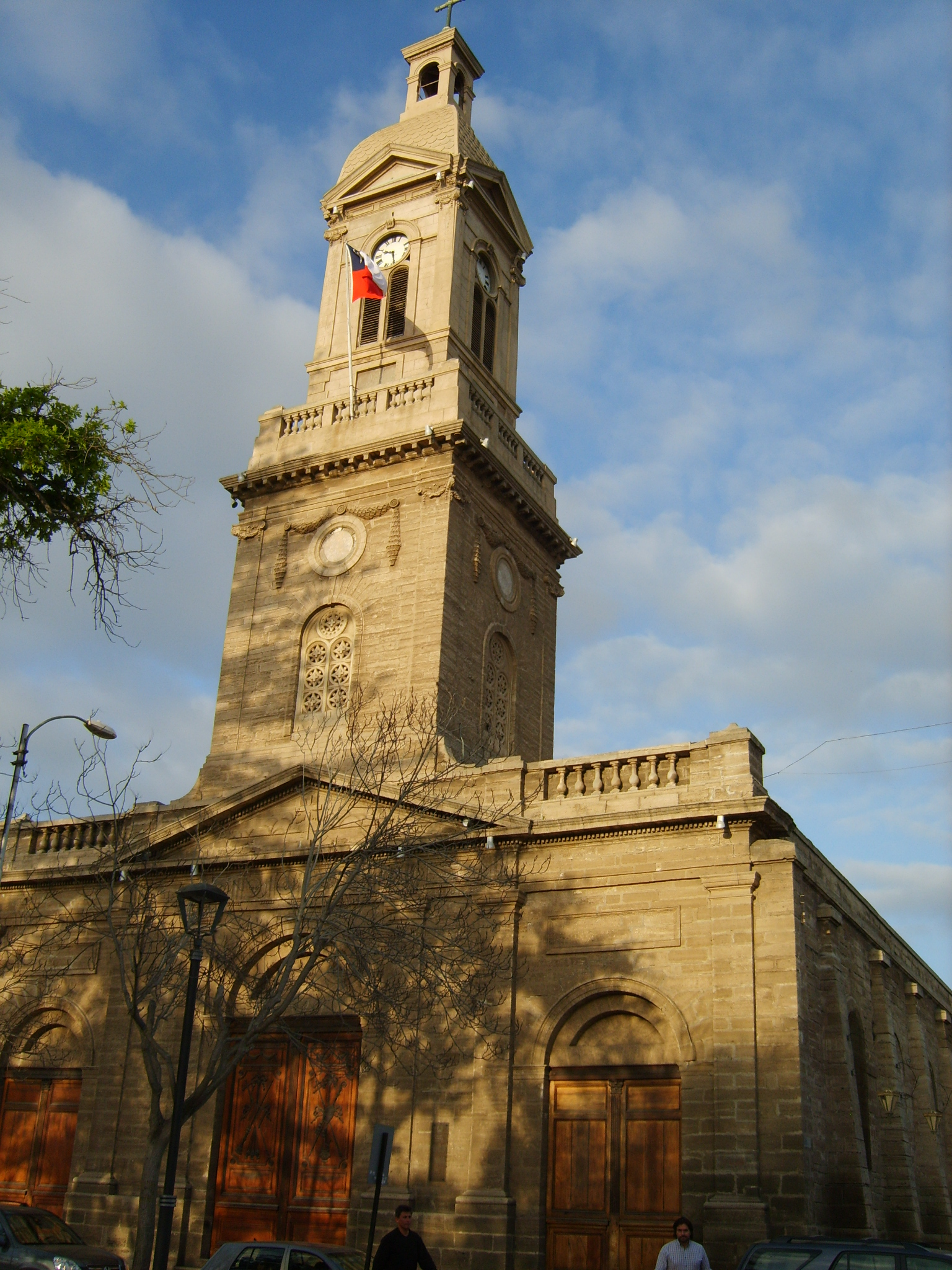
仁慈聖母座堂

仁慈聖母座堂（西班牙語：Catedral de la Merced）也稱拉塞雷納大教堂，是拉塞雷納總教區的主教座堂，位於智利拉塞雷納武器廣場 (Plaza de Armas) 的東北角 。教堂以新古典主義風格建造，於1856年竣工。